# Филип Џонсон
Филип Џонсон (енгл. Philip Johnson; Кливленд, 8. јул 1906 — Њу Кејнан, 25. јануар 2005) је био амерички архитекта рођен у Кливленду, Охајо.
Пре него што је дизајнирао своју прву зграду у 36. години живота, Џонсон је био клијент, критичар, аутор, историчар, директор музеја, али не и архитекта.
1949, после великог броја година које је провео као директор Музеја савремене уметности, одсек за архитектуру, Џонсон је пројектовао резиденцију за себе у Њу Канаану, у Конектикату, као свој мастер рад, која је сада позната као Стаклена кућа.
Џонсон је организовао први долазак у САД Мис ван дер Роеа и Ле Корбизјеа. Касније је сарађивао са Мис ван дер Роеом у изградњи палате Сиграм у Њујорку.